# Павлов, Георгий Сергеевич
Гео́ргий Серге́евич Па́влов (22 ноября [5 декабря] 1910, Мариуполь, Мариупольский уезд, Екатеринославская губерния, Российская империя — 6 октября 1991, Москва, СССР) — советский партийный и государственный деятель, 15-й Управляющий делами ЦК КПСС (1965—1983). Член ВКП(б) с 1939 года, член ЦК КПСС (1971—1986, кандидат с 1961 года). Депутат Совета Союза Верховного Совета СССР 5-го — 10-го созывов (1958—1984), Герой Социалистического Труда (1980).
Считался одним из ближайших соратников Генерального секретаря ЦК КПСС Л. И. Брежнева. Покончил жизнь самоубийством (выпал с балкона собственной квартиры) вскоре после Августовского путча.

## Биография
Родился на Украине, в Мариуполе Екатеринославской губернии. В 1930-е годы работал в Днепродзержинске Днепропетровской области преподавателем в школе ФЗУ при металлургическом заводе, одновременно учился в местном металлургическом институте (курсом младше Л. И. Брежнева), получил диплом инженера-металлурга. За год до начала войны, когда ему ещё не исполнилось и 30 лет, был переведён в Днепродзержинский горком КП(б) Украины инструктором, затем там же стал заведовать металлургическим отделом. После эвакуации в Орск, где также работал в местном горкоме партии, вернулся в Днепродзержинск вторым секретарём горкома.
В декабре 1947 г. с должности первого секретаря Днепродзержинского горкома партии (спустя месяц, как первым секретарём Днепропетровского обкома КП(б)У был назначен Л. И. Брежнев) он был отозван в аппарат ЦК ВКП(б) и утверждён там инспектором управления кадров ЦК, позже был назначен инструктором одного из важнейших структурных подразделений ЦК партии — отдела партийных, профсоюзных и комсомольских органов.
Проработав в аппарате ЦК партии без малого два года, Г. С. Павлов был направлен в Магнитогорск, где за «неправильные методы работы и бытовое разложение» должностей лишились сразу три секретаря горкома ВКП(б). Решением Секретариата ЦК ВКП(б) от 12 сентября 1949 г. был утверждён первым секретарём Магнитогорского горкома ВКП(б). С апреля 1950 г. второй секретарь Челябинского обкома ВКП(б). В феврале 1951 г. лишился поста второго секретаря Челябинского обкома ВКП(б) в результате интриг в ЦК ВКП(б) — поводом послужил факт работы его отца, Павлова Сергея Ивановича (1873—1948), на руководящей должности на одном из заводов Мариуполя в период гитлеровской оккупации.
В марте 1951 г. был назначен заместителем председателя Костромского облисполкома. С апреля 1954 г. — секретарь Костромского обкома КПСС, менее чем через год, в начале 1955-го, возглавил Костромской горком партии. В январе 1956 г. был утверждён вторым секретарём Костромского обкома партии.
В декабре 1957 г. утверждён первым секретарём Марийского обкома КПСС. В ноябре 1963 — декабре 1965 гг. заведующий отделом Комитета партийно-государственного контроля ЦК КПСС и Совета Министров СССР.
Земляка под своё покровительство взял всё более набиравший силу в высшем руководстве СССР Л. И. Брежнев. Как только Брежнев стал первым секретарём ЦК КПСС, он выдвинул Павлова на не столь заметную, но весьма ответственную аппаратную должность управляющего делами ЦК, ввёл в состав членов Центрального Комитета. С этой должности вскоре после смерти Л. И. Брежнева, в 1983 г., он вышел на пенсию.
6 октября 1991 г. выбросился из окна своей квартиры в центре Москвы.

## Семья
Двоюродный племянник - поэт и литератор Бобышев, Дмитрий Васильевич

## Награды
- Герой Социалистического Труда (4 декабря 1980)
- орден Ленина (4 декабря 1980)
- медали
- Лауреат Государственной премии СССР (1980)